# Fuji (1896)
Fuji (jap. 富士) – przeddrednot, okręt prototypowy liczącego dwie jednostki typu japońskich pancerników, zbudowany dla Cesarskiej Marynarki Wojennej Japonii pod koniec XIX w. w brytyjskiej stoczni Thames Iron Works. Był to pierwszy pancernik marynarki japońskiej; uczestniczył w wojnie rosyjsko-japońskiej (1904–1905), włączając w to ataki na Port Artur w lutym i marcu 1904, bitwach na Morzu Żółtym i pod Cuszimą, w tej ostatniej odnosząc lekkie uszkodzenia. W 1910 przeklasyfikowany na pancernik obrony wybrzeża, przez resztę aktywnej służby pełnił rolę okrętu szkolnego. Od 1922, jako hulk, przebudowany na okręt koszarowy z salami wykładowymi i ostatecznie złomowany w 1948.

## Opis konstrukcji

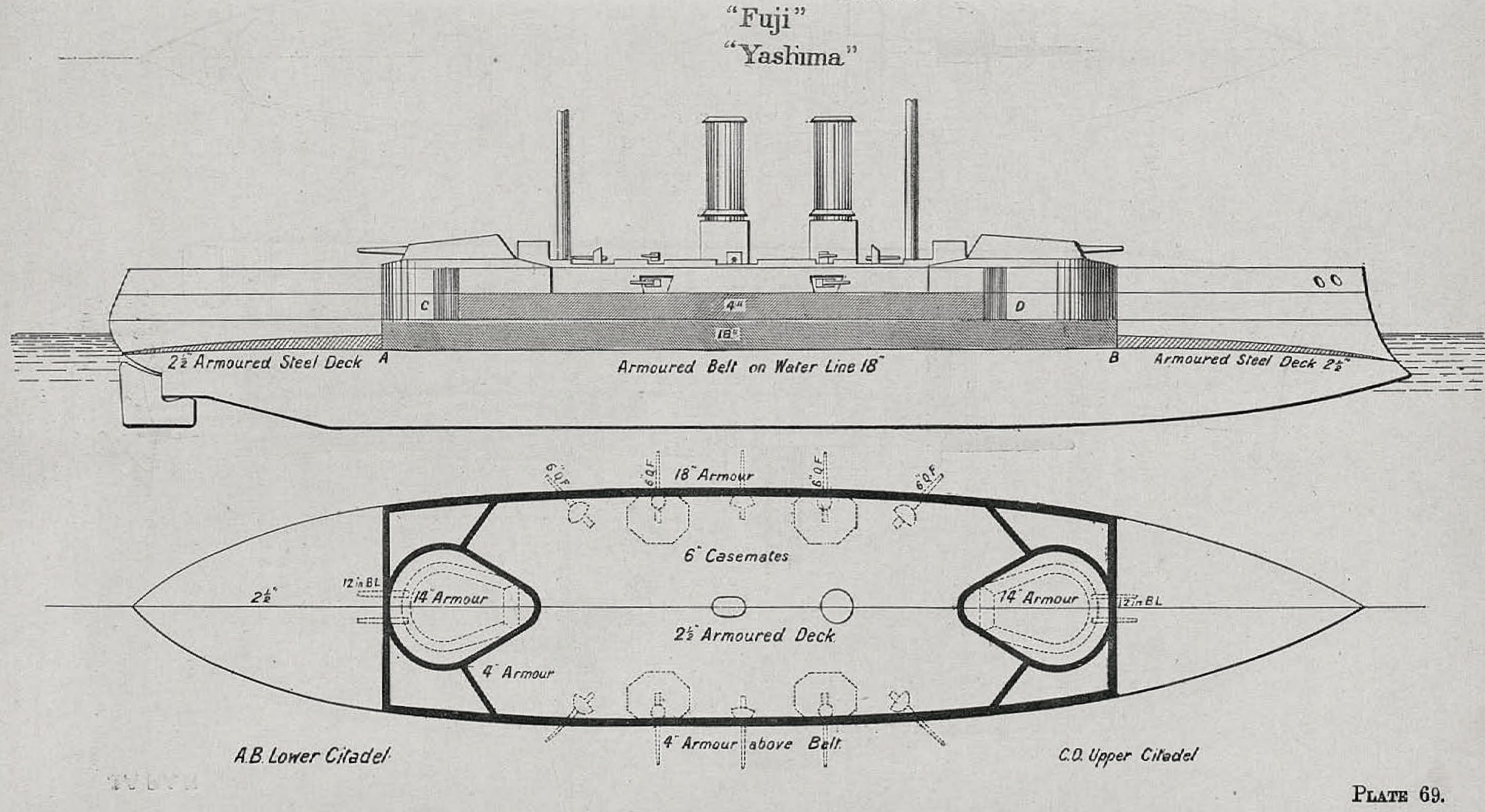
Schemat przedstawiający opancerzenie i uzbrojenie pancerników typu Fuji według Brassey’s Naval Annual z 1896 rzut prawej burty i pokładu

Długość całkowita pancernika wynosiła 125,6 m, szerokość 22,4 m, a normalne zanurzenie 7,9 m. Przy normalnym ładunku miał wyporność 12 734 ton (12 533 długich ton) i załogę liczącą 637 oficerów i marynarzy.
„Fuji” posiadał dwie trzycylindrowe, pionowe maszyny parowe potrójnego rozprężania przedsiębiorstwa Humphrys Tennant i 10 cylindrycznych kotłów parowych; moc maszynowni wynosiła 13 500 ihp (10 100 kW) przy zastosowaniu wymuszonego ciągu, co miało nadawać okrętowi prędkość 18 węzłów, ale na próbach prędkość ta została przekroczona o pół węzła. Maksymalny zapas węgla wynosił 1200 ton, co pozwalało przepłynąć 4000 mil morskich (7400 km) z prędkością 10 węzłów.

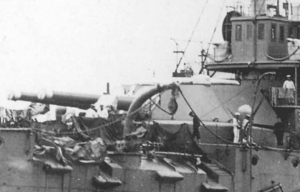
Przednia wieża artylerii głównej „Fuji”

Głównym uzbrojeniem były cztery armaty 305 mm, o długości lufy 40 kalibrów (L/40), produkcji Elswick Ordnance Company, zamontowane parami w dwóch wieżach artyleryjskich na dziobie i rufie. Artylerię średniego kalibru stanowiło 10 dział kal. 152 mm (6 cali) typ 41 o długości lufy 40 kalibrów, strzelające amunicją z łuską (ang. quick firing – QF), cztery na pokładzie głównym w kazamatach, a sześć na pokładzie górnym, osłonięte maskami pancernymi. Do obrony przeciw torpedowcami służyło czternaście 47 mm 3-funtowych armat Hotchkissa i dziesięć dział 47 mm o wagomiarze 2,5-funta, także Hotchkissa. Ponadto okręt miał pięć wyrzutni torpedowych kalibru 457 mm (18 cali), po dwie na każdej burcie i jedną na dziobie. Główny pas pancerny, ze stali Harveya, miał grubość od 457 do 356 mm. Kołpaki wież artylerii głównej były grube na 152 mm, a pokład pancerny był gruby na 64 mm. Ze względu na solidniejszą konstrukcję, „Fuji” był uznawany za lepszy okręt od bliźniaczej „Yashimy”.

## Budowa i służba
„Fuji” otrzymał nazwę od góry Fudżi; został zamówiony w ramach programu rozbudowy floty na 1894 rok. Stępkę w stoczni Thames Iron Works w Blackwall (Londyn) położono 1 sierpnia 1894. Naczelnym projektantem okrętu był George Colby Mackrow. Pancernik zwodowano 31 marca 1896 i ukończono 17 sierpnia 1897. Pracę nadzorował zespół prawie 240 inżynierów i oficerów marynarki z Japonii, w tym przyszli premierzy Makoto Saitō i Tomosaburō Katō. W czasie prac wykończeniowych w Portland, okręt uczestniczył w paradzie morskiej z okazji Diamentowego Jubileuszu królowej Wiktorii 26 czerwca 1897 w Spithead, zanim wyruszył, przez Kanał Sueski do Japonii, do której dotarł przed lutym 1898.
W 1901 szesnaście armat kal. 47 mm zastąpiono taką samą liczbą dział 12-funtowych (76mm, QF 12 pounder 12 cwt), co spowodowało zwiększanie liczby załogi do 652, a następnie do 741 osób.
Na początku wojny rosyjsko-japońskiej, „Fuji”, dowodzony przez komandora Kazu Matsumoto, znajdował się w składzie 1. Eskadry Pancerników 1. Floty. 9 lutego 1904 roku wiceadmirał Heihachirō Tōgō poprowadził 1. Flotę do ataku na rosyjskie okręty Floty Oceanu Spokojnego, zakotwiczone na redzie Port Artur. Japoński dowódca spodziewał się większego sukcesu nocnego ataku swoich torpedowców i oczekiwał, że Rosjanie będą osłabieni i zdezorganizowani. Rosjanie jednak byli przygotowani i gdy patrolujący podejścia do twierdzy krążownik pancernopokładowy „Bojarin” dostrzegł siły japońskie, podnieśli alarm. Tōgō zdecydował się skierować główne uderzenie na twierdzę, dlatego artyleria główna okrętów japońskich ostrzeliwała forty, a przeciw okrętom rosyjskim zostały skierowane działa artylerii średniej. Podział ognia nie był dobrym pomysłem, bo choć obie strony osiągnęły wiele trafień, japońskie pociski kal. 203 i 152 mm nie wyrządziły wielkich szkód jednostkom rosyjskim (które straciły 17 ludzi), podczas gdy Japończycy mieli 60 rannych i zabitych, zanim Tōgō zdecydował się na odwrót. „Fuji” otrzymał dwa trafienia, jedno ciężkim granatem i drugim lekkim, kal. 75 mm, które zabiły dwóch i raniły 10 dalszych marynarzy.
10 marca „Fuji” i „Yashima” zbombardowały na ślepo kotwicowisko w Port Artur, strzelając ponad górami, w poprzek Półwyspu Liaotuńskiego, z południowego zachodu, z dystansu ok. 9,5 km, nie wyrządzając większych szkód, mimo wystrzelenia łącznie 154 pocisków kal. 305 mm. Niewielkie uszkodzenia odniosły pancerniki „Cesariewicz” i „Retwizan” (ten ostatni trafiony w to samo miejsce, w które trafiła uprzednio japońska torpeda). Gdy podjęły podobną próbę 22 marca, dostały się pod ogień przeniesionych tam, na rozkaz adm. Stiepana Makarowa, dział rosyjskiej artylerii nadbrzeżnej oraz okrętów rosyjskich, których ogień korygowali obserwatorzy umieszczeni na wzgórzach. Japończycy przerwali akcję, po tym, jak „Fuji” został ponownie trafiony pociskiem 305 mm.
„Fuji” uczestniczył w starciu 13 kwietnia, gdy Tōgō udało się wywabić z portu dwa pancerniki Eskadry Pacyfiku. Rosjanie, dostrzegłszy pięć japońskich okrętów liniowych, zawrócili do portu, lecz ich okręt flagowy „Pietropawłowsk” wpadł na minę, postawioną poprzedniej nocy przez okręty japońskie. Pancernik zatonął w dwie minuty po eksplozji komór amunicyjnych. Sukces zachęcił Tōgō do kontynuacji bombardowań z dużego dystansu, na co Rosjanie odpowiedzieli kładąc nowe pola minowe, na których zatonął bliźniak „Fuji”, „Yashima”.

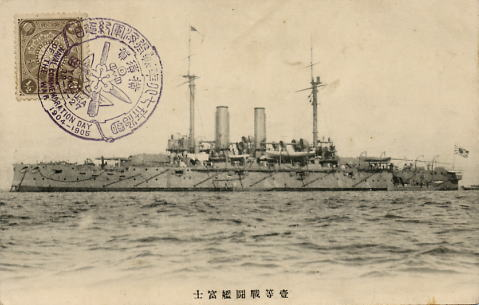
Pocztówka przedstawiająca „Fuji” w 1905

Podczas bitwy na Morzu Żółtym w sierpniu 1904 „Fuji” nie został uszkodzony, bo rosyjskie okręty skupiły swój ogień na okręcie flagowym Tōgō, pancerniku „Mikasa”, który płynął na czele kolumny. W maju następnego roku, w boju w cieśninie cuszimskiej, „Fuji” otrzymał tuzin trafień: dwa pociskami kal. 305 mm, trzy – 152 mm, dwa – 75 mm i pięć nieustalonego kalibru. Najpoważniejsze przebiło dach rufowej barbety, powodując zapłon złożonych tam ładunków miotających, zabijając ośmiu ludzi i raniąc 22 ludzi; okrętowi zagroził wybuch komory amunicyjnej. Po ugaszeniu pożaru amunicji, lewe działo wieży podjęło ostrzał i najprawdopodobniej zadało coup de grâce, który zatopił pancernik „Borodino”.
23 października 1908 na pokładzie „Fuji” odbył się obiad na cześć amerykańskiego ambasadora, Thomasa J. O’Briena, i wyższych oficerów Wielkiej Białej Floty podczas jej rejsu dookoła świata. W 1910 cylindryczne kotły wymieniono na kotły wodnorurkowe przedsiębiorstwa Miyabara, a działa artylerii głównej wymieniono na armaty produkcji japońskiej. W tym samym roku „Fuji” został przeklasyfikowany jako pancernik obrony wybrzeża i pełnił rolę okrętu szkolnego, aż do 1922 roku, kiedy został rozbrojony, w wyniku postanowień traktatu waszyngtońskiego. Jako hulk służył jako pływające koszary i centrum szkoleniowe w Yokosuce. Po zdjęciu uzbrojenia i śrub i zamontowaniu drewnianych nadbudówek na pokładzie, wyporność zmniejszyła się do 9179 ton, a zanurzenie do 6,66 m. Uszkodzony podczas ataku amerykańskiego lotnictwa pokładowego w 18 lipca 1945 na Yokosukę, „Fuji” przewrócił się i zatonął po końcu wojny. Okręt pocięto na złom w 1948.